# Marie-Jeanne Larrivée-Lemiere
Marie-Jeanne Larrivée-Lemiere (Sedan (Ardenes), 1733 - París, 1786) fou una soprano dramàtica francesa.
Germana d'un distingit concertista de violí, estava dotada d'una veu de rara bellesa i admirablement timbrada, pel que fou una de les artistes més cèlebres de l'Òpera de París, en la que debutà el 1750, amb el nom de senyoreta Lemierre. Després d'haver creat alguns rols, entre ells el de les obres Enée et Lavinie i els de Les Fétes de Paphos, restà a punt de deixar el teatre a causa de les dificultats que tingué amb Sophie Arnould i que li disputà el paper, essencialment dramàtic, d'Oriane, en l'obra Amadis de Gaula, creant alguns anys més tard, amb un èxit complet, la part d'Ermelinde, també de gran intensitat dramàtica, en l'òpera de Philidor que porta aquest títol.
Entre les altres afortunades creacions de la Larrivée són dignes de menció les de les òperes Silvie, Omphale, Ovide et Julie, Salimes i Céphale et Procris. Aquesta artista es retirà del teatre el 1777. Des de l'any 1762 restà casada amb el seu company Henri Larrivée.